# 魯凱族
魯凱族（魯凱語：Drekay），為臺灣原住民族，分布於屏東縣霧臺鄉、三地門鄉青葉村與瑪家鄉三和村、高雄市茂林區、臺東縣金峰鄉嘉蘭村與卑南鄉東興村，人口約一萬三千餘人。

## 族群分類
明治三十二年（1899年）伊能嘉矩在與栗野傳之丞合撰的《臺灣蕃人事情》中，將臺灣原住民族分為七族與平埔族，並首先以「ツアリセン」為魯凱族族名:78。四十三年（1910年）鳥居龍藏發表〈Études anthropologiques: les aborigènes de Formose〉一文，將臺灣高山族分為九族，並稱魯凱族為「Tsarisène」:79。四十四年（1911年）臺灣總督府蕃務本署在其出版的《Report on the Control of the Aborigines in Formosa》報告書中，使用「Tsarisen」作為魯凱族的官方族群名稱:79。

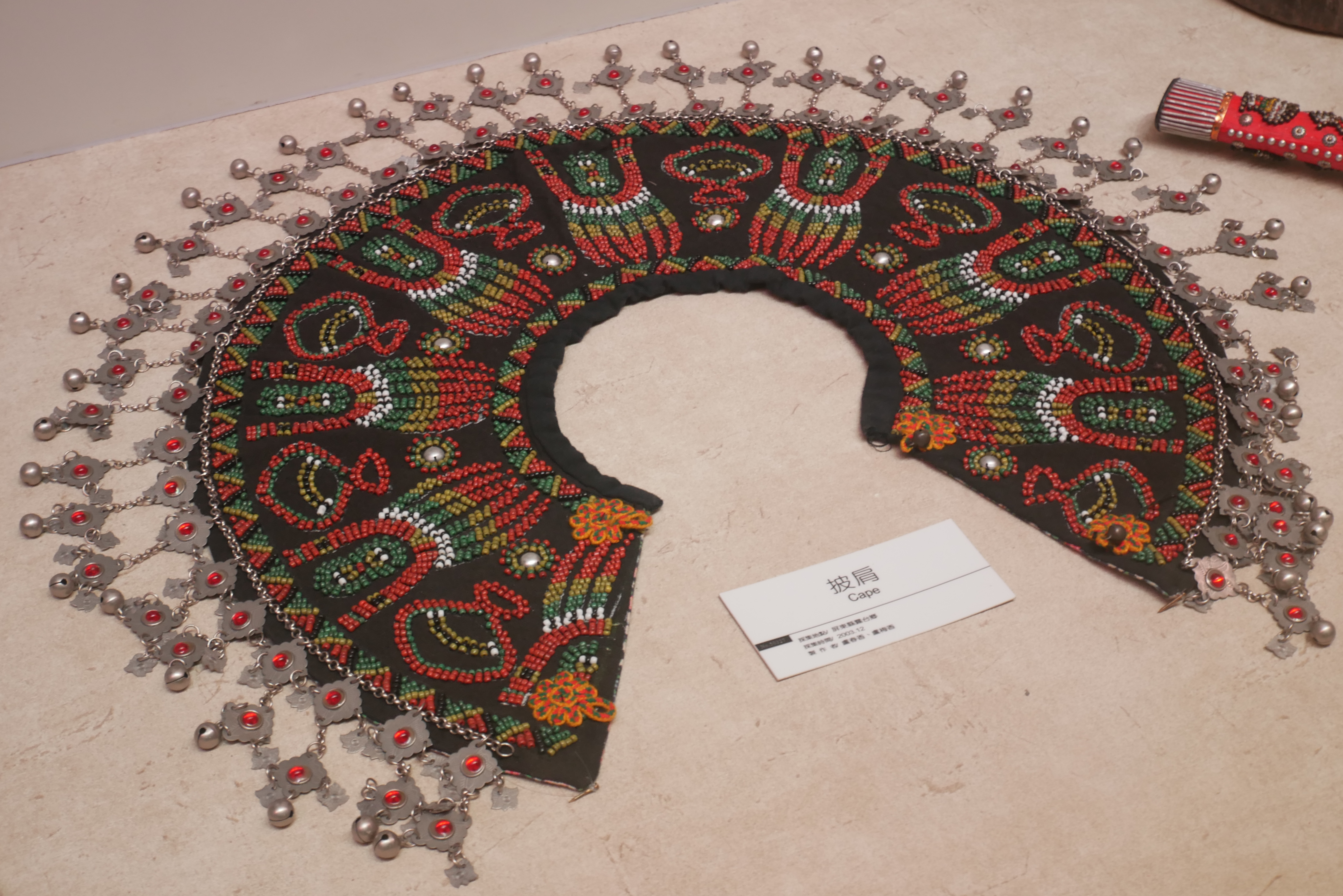
霧臺群披肩（中央研究院藏）

大正元年（1912年）森丑之助在《日本百科大辭典》中將Tsarisen、Piyuma與Paiwan三族合併為パイワン族，並將高山族重新分為六族:79、80。昭和十年（1935年）臺北帝國大學土俗人種學教室主任移川子之藏、馬淵東一與宮本延人合著《臺灣高砂族系統所屬之研究》，再度分高山族為九族，同時改Tsarisen的族名為「Rukai」（魯凱），並將其分為大南群、魯凱群與下三社群:81、82。十四年（1939年）鹿野忠雄將魯凱族併入排灣族，稱為魯凱亞族，並分為下三社群、西魯凱群與東魯凱群。:85、87
戰後，魯凱族被中華民國政府視為獨立一族，是早期的九族之一。

## 物質文化

### 建築
魯凱族的建築形式因社會階級不同而有差別，頭目住宅與庭院寬敞，梁柱具有象徵身分的木雕，另設有司令台，一般住宅則規模較小。室內空間以單室為主，附屬建築有穀倉與工作房等。除穀倉為高架式，其餘建築多為淺穴或平地式，建材以板岩與木材為主，於臺東縣境內則使用竹、木材與茅草。:182

### 飲食

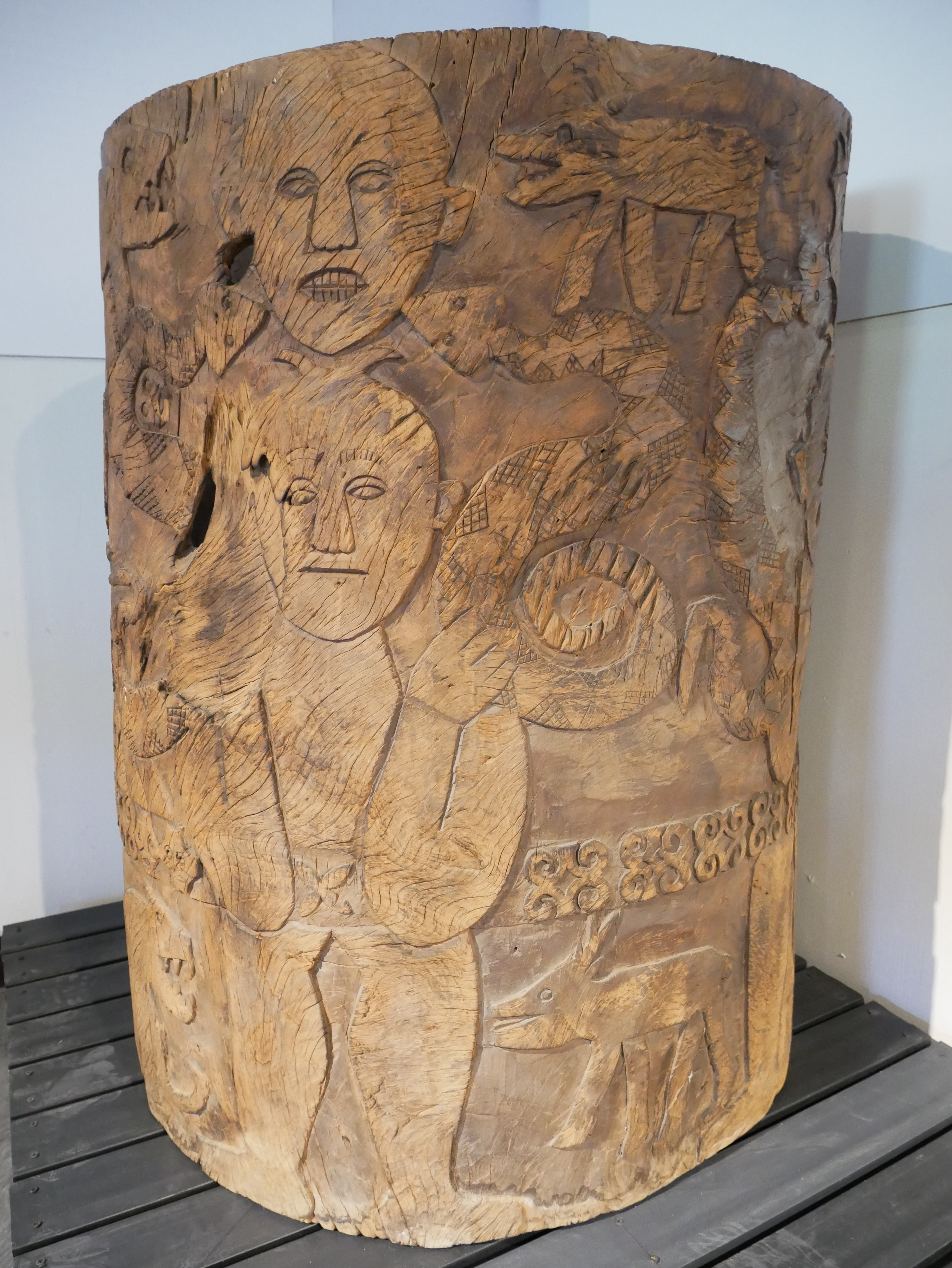
霧臺群好茶部落（屏東縣霧臺鄉好茶村）儲穀桶（屏東縣霧臺鄉魯凱族文物館藏）

#### 漁獵
魯凱族各部落皆有範圍明確的獵場，狩獵通常在農閒時進行，使用獵槍與陷阱捕捉鹿、山豬、山羊與山羌等動物，狩獵過程禁止女性參加，並有許多禁忌須遵守:12，所獲獵物的角、大腿與內臟則繳納予擁有獵場的貴族:7。捕魚則不分男女由部落集體進行，魚獲較多時需向貴族交納賦稅。:12

#### 農業
魯凱族的農業以燒墾為主:11，平民須將相當數量的作物繳交給貴族:7。開墾土地時先由男性砍除地面的樹木與雜草，將其曝曬後焚燒，再由兩性合作清除地面上殘餘的樹根與石塊。耕作的型態為輪流種植多種作物，且同時種植兩種以上的作物。農事主要由女性承擔，勞動時並無一定的組織型態，有時以換工（輪流在參與者的耕地上工作）的方式進行，並以收成的一部分作為參與者的報酬。:10、11
作物以小米、芋頭、番薯、樹豆、花生與玉蜀黍為主，其中小米的耕種面積最大:11。小米依外殼顏色而有不同的稱呼，儲藏時將30穗左右綁為一把疊放，另選若干留作種子，遇有結婚與結拜等重要儀式時才拿出食用，有時須儲藏兩至三年的小米收穫，才能因應儀式的需要:10。芋頭則用以烘烤成芋頭乾，方便長期儲存與攜帶，是飢荒時重要的食物來源。:11

## 聚落

### 隘寮群
隘寮群魯凱族分布北起大母母山，南至隘寮南溪，東臨霧頭山。行政區隸屬於屏東縣霧臺鄉隘寮北溪流域的霧臺村、佳暮村、大武村、吉露村與阿禮村，及隘寮南溪流域的好茶村。因日治時期集團移住與戰後時期移入，隘寮群魯凱族亦分布於瑪家鄉三和村及三地門鄉青葉村、三地村與德文村相助巷。另於1960年代，有部分好茶村與阿禮村的魯凱族遷徙至臺東縣金峰鄉嘉蘭村新富社區、正興村與歷坵村。:8、9

#### 屏東縣三地門鄉
- 青葉部落：昭和十七年（1942年）由Talamakau部落與Dadiri部落成立，1976年由阿烏更名為青葉。

#### 屏東縣霧臺鄉
- 伊拉（谷川，Kudrengere）部落：昭和十七年（1942年）併入三地門（Tjimur）部落，1947年遷回原址，1955年遷至現址。
- 神山（下霧臺，Kabalelhadhane）部落：1982年由華容更名為神山。
- 霧臺（上霧臺，Vedai）部落
- 吉露（Kinulane）部落：1967年由去怒更名為吉露，2010年遷至長治百合園區。
- 阿禮（Adiri）部落：2010年遷至長治百合園區。
- 佳暮部落：分為舊佳暮（Karamedisane）與新佳暮（Kabadanan）。
- 大武（Labwane）部落：昭和十八年（1943年）遷至Talamakau部落原址，後分為上大武（Talamakau）與下大武（Derau）。
- 好茶（Kucapungane）部落：1977年遷至新好茶，2010年復遷至瑪家鄉禮納里（Rinari）。

#### 屏東縣瑪家鄉
- 美園（Laladengane）部落：1953年由霧臺鄉人遷入瑪家鄉三和村成立。

### 下三社群

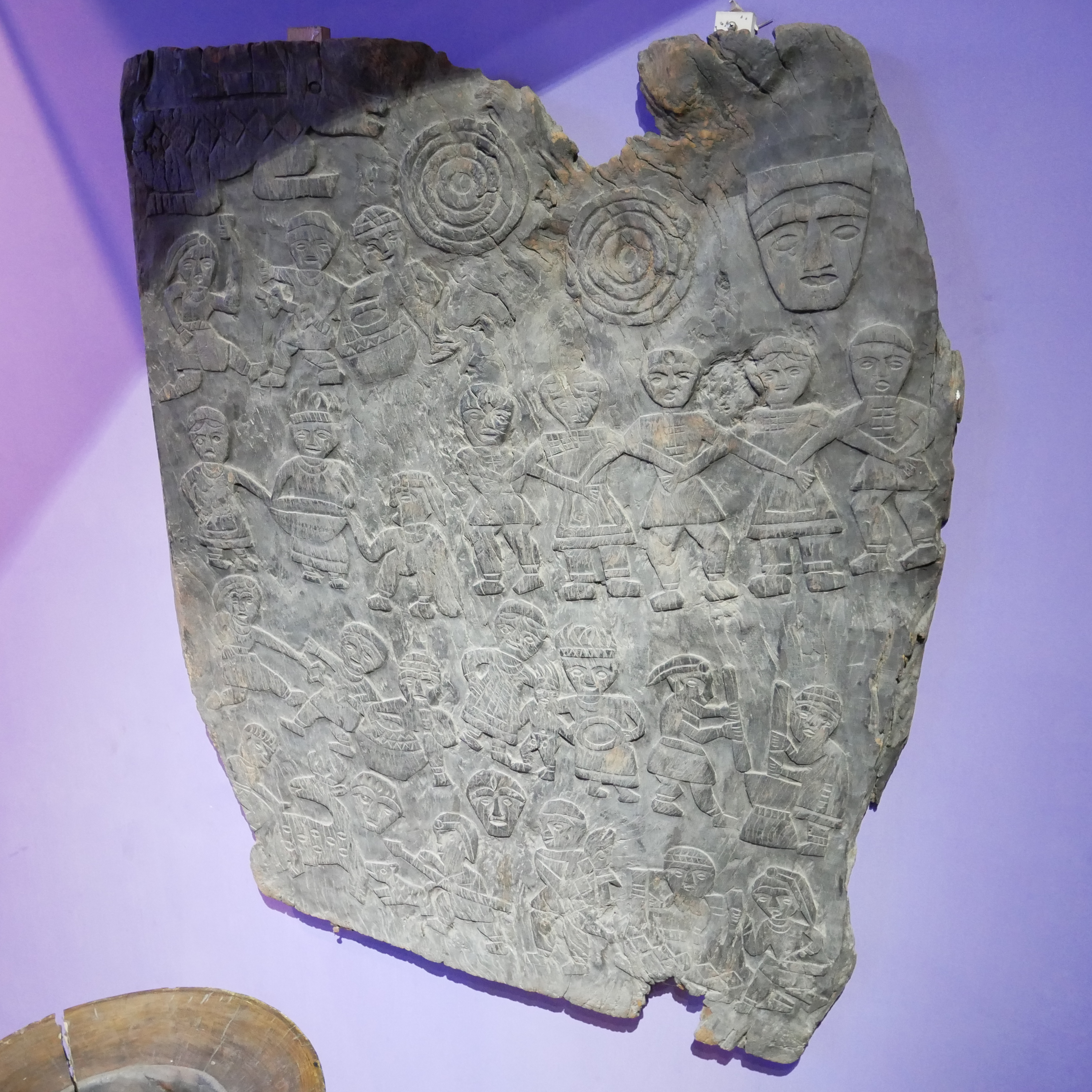
木刻浮雕（臺灣原住民族文化園區藏）

下三社群魯凱族分布於荖濃溪支流濁口溪流域、鄒族上四社群以南，故稱為下三社群。行政區隸屬於高雄市茂林區茂林里、萬山里與多納里。下三社群魯凱族北側與鄒族和布農族接壤，向西經六龜區與漢族及平埔族來往，往南則與排灣族拉瓦爾（Raval）亞族交會，故在習俗上因複雜的族群關係多少受他族影響。:9

#### 高雄市茂林區
- 芒仔（茂林，Terdreka）部落：昭和十五年（1940年）～十六年（1941年）遷至現址，1957年由瑪雅更名為茂林。
- 萬斗籠（萬山，Oponoho）部落：1954年遷至現址。
- 墩仔（多納，Kongadavange）部落

### 大南群
大南群魯凱族分布於花東縱谷南端、呂家溪與大南溪間的山麓沖積扇。行政區隸屬於臺東縣卑南鄉東興村。大南群魯凱族與排灣族巴卡羅（Paqaloqalo）群及漢族雜居，1969年時因大南部落發生損失慘重的火災，因「大南」音同「大難」，居民認為不吉，故將村名改為「東興」。:9

#### 臺東縣卑南鄉
- 大南（東興，Tarumake）部落：第二次世界大戰末期遷至現址，1969年由大南更名為東興。

## 與排灣族的比較

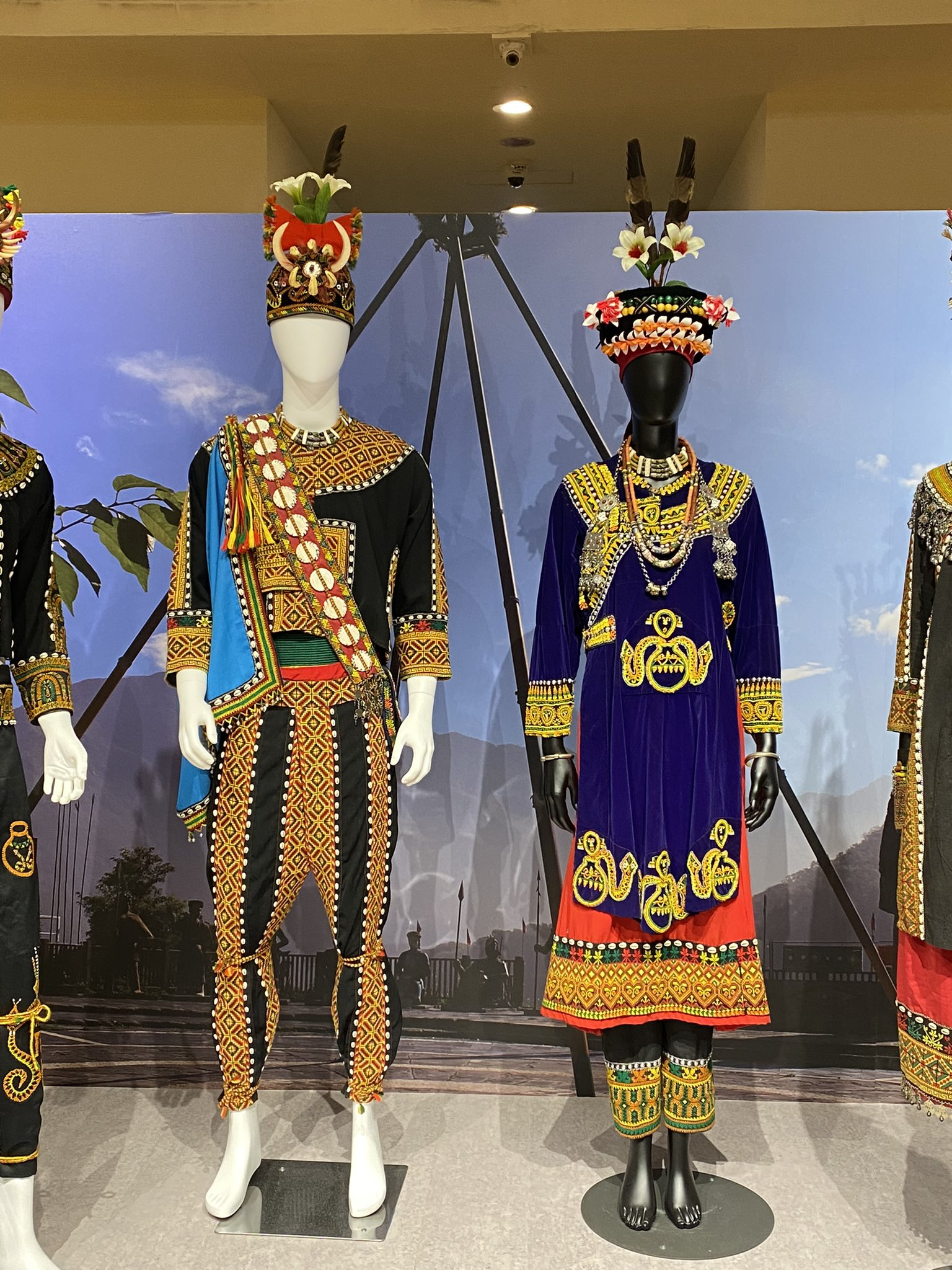
魯凱族傳統領袖服飾

魯凱族與排灣族的社會組織極為相似，在日治時期曾被規劃為排灣群，但至少有下列幾點的差異性：
- 魯凱族沒有排灣族盛行的五年祭。

- 魯凱族為父系社會，長男繼承家產。排灣族為雙系社會由長嗣繼承。魯凱族是重男輕女的社會，排灣族則是兩性平等的社會。

- 排灣族的貴族權勢集中，且有擴大的企圖心。魯凱族的貴族魯凱族的喪葬以一人一墓為主，排灣族則是一家一墓。

- 權力分與直、旁系的親屬而逐漸削弱。

- 魯凱族為側身葬，排灣族為屈肢葬。

- 魯凱族的百合花象徵著女子的純潔，與男子的狩獵豐碩。在婚前如果發生親密關係，該女子就沒有資格配戴百合花。百合花只能側戴，只有頭目階級的人才能花心向前。除了真正的百合花以外，族人也利用現代的紙材剪成花瓣的形狀，放在額前，是另一種人造的百合花意象。

## 統計
| 縣市   | 魯凱族人口 | 總人口     | 比率  |
| ------ | ---------- | ---------- | ----- |
| 屏東縣 | 5,395      | 872,902    | 0.62% |
| 高雄縣 | 1,781      | 1,262,969  | 0.14% |
| 臺東縣 | 1,447      | 204,919    | 0.71% |
| 臺北縣 | 881        | 3,722,082  | 0.02% |
| 高雄市 | 683        | 1,493,806  | 0.05% |
| 桃園縣 | 372        | 1,808,833  | 0.02% |
| 花蓮縣 | 238        | 327,064    | 0.07% |
| 臺中縣 | 232        | 1,510,480  | 0.02% |
| 宜蘭縣 | 178        | 444,950    | 0.04% |
| 臺北市 | 131        | 2,624,257  | 0.00% |
| 南投縣 | 131        | 487,398    | 0.03% |
| 臺南市 | 93         | 725,985    | 0.01% |
| 臺南縣 | 90         | 1,120,394  | 0.01% |
| 臺中市 | 86         | 989,047    | 0.01% |
| 彰化縣 | 77         | 1,255,332  | 0.01% |
| 新竹縣 | 47         | 451,316    | 0.01% |
| 雲林縣 | 39         | 705,440    | 0.01% |
| 新竹市 | 37         | 395,746    | 0.01% |
| 基隆市 | 30         | 387,504    | 0.01% |
| 嘉義市 | 28         | 266,126    | 0.01% |
| 嘉義縣 | 23         | 552,749    | 0.00% |
| 苗栗縣 | 20         | 534,366    | 0.00% |
| 澎湖縣 | 18         | 83,214     | 0.02% |
| 金門縣 | 14         | 56,275     | 0.02% |
| 連江縣 | 13         | 17,775     | 0.07% |
| 總計   | 12,084     | 22,300,929 | 0.05% |

| 鄉鎮市區       | 魯凱族人口 | 總人口  | 比率   |
| -------------- | ---------- | ------- | ------ |
| 屏東縣霧臺鄉   | 2,890      | 3,269   | 88.4%  |
| 高雄市茂林區   | 1,560      | 1,927   | 80.95% |
| 屏東縣屏東市   | 783        | 198,359 | 0.39%  |
| 臺東縣卑南鄉   | 1,159      | 17,099  | 6.78%  |
| 屏東縣三地門鄉 | 998        | 7,658   | 13.03% |
| 屏東縣瑪家鄉   | 700        | 6,737   | 10.39% |